# Magdalena Kwaśna
Magdalena Kwaśna (ur. 31 marca 1998 w Chojnicach) – polska żeglarka, występująca w klasie Laser Radial.

## Życiorys
Jest zawodniczką Chojnickiego Klubu Żeglarskiego.

### Sukcesy juniorskie i młodzieżowe
W 2008 została mistrzynią Polski do lat 11 w klasie Optimist, w 2012 i 2013 zwyciężyła w Ogólnopolskiej Spartakiadzie Młodzieży w klasie Laser 4.7 w klasyfikacji dziewcząt do 15 lat. W 2013 zdobyła srebrny medal mistrzostw świata juniorek w klasie Laser 4.7, w 2015 brązowy medal żeglarskich mistrzostw świata juniorek w klasie Laser Radial. Również w 2015 zdobyła srebrny medal mistrzostw Europy juniorek i brązowy medal mistrzostw świata w klasie Laser Radial. W tej ostatniej klasie była też mistrzynią Europy U21 w 2018, brązową medalistką mistrzostw Europy U21 (2017), mistrzynią Polski juniorek (2016, 2017), młodzieżową mistrzynią Polski (2018)

### Sukcesy seniorskie
Na mistrzostwach świata w żeglarstwie w 2018 zajęła w klasie Laser Radial 12. miejsce, co dało Polsce kwalifikację olimpijską na igrzyska olimpijskie Tokio (2020). Podczas mistrzostw świata w klasie Laser Radial zajmowała miejsca 49. (2019) i 5. (2020).
W 2020 została mistrzynią Polski seniorek w klasie Laser Radial, w 2016 i 2018 zdobyła srebrny, w 2015 i 2019 brązowy medal mistrzostw Polski.